# Канатный трамвай

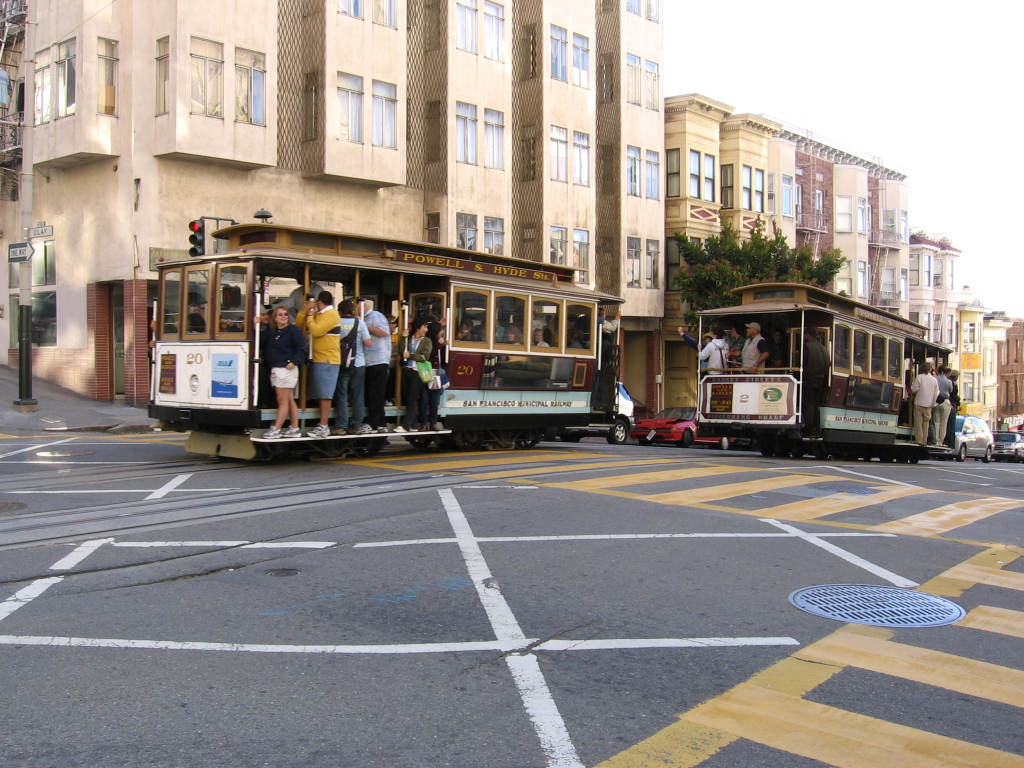
Канатные трамваи в Сан-Франциско

Одна из возможных схем движения канатного трамвая

Канатный трамвай — вид рельсового транспорта, близкий к фуникулёру.
С фуникулёром канатный трамвай роднит то, что двигатель расположен вне вагона, привод осуществляется через трос от расположенного статически двигателя (в наши дни — обычно электрического, ранее использовались паровые машины). В отличие от фуникулёра, где вагоны жёстко соединены с тросом, у вагона канатного трамвая закрепление с тросом осуществляется при помощи специального захвата. Таким образом, вагон может останавливаться независимо от движения троса и других вагонов.
Вагоны канатного трамвая способны преодолевать крутые подъёмы, что, в сочетании с их относительной автономией (возможность останавливаться независимо от движения троса и других вагонов), привело к тому, что в городах с холмистым рельефом они выполняли роль уличных трамваев.
Канатные трамваи были популярны в первую очередь в США на рубеже XIX—XX веков. Вагоны по внешнему виду практически не отличаются от обычных трамвайных. Они движутся по улицам общего пользования, в связи с чем трос уложен в расположенный между рельсами жёлоб. Преимуществами таких фуникулёров по сравнению с трамваями была их способность преодолевать крутые подъёмы. Однако невозможность регулировать скорость и некоторые другие недостатки привели к их практически полному исчезновению. До наших дней сохранился только самый первый такой трамвай на канатной тяге, запатентованный Эбнером Даблдеем и построенный в Сан-Франциско.
В конце XIX века также предпринимались попытки создания городского внеуличного транспорта на этой основе. 1 июля 1868 года была открыта эстакадная линия в Нью-Йорке, но в 1870 году линия обанкротилась и была продана всего за $ 950; в дальнейшем линия была переоборудована для использования паровозов, в 1903 электрифицирована, в 1958 закрыта и впоследствии разобрана. В 1896 году была открыта подземная кольцевая линия в Глазго, однако в 1935 году она была электрифицирована и превратилась в обычный метрополитен.

## Галерея

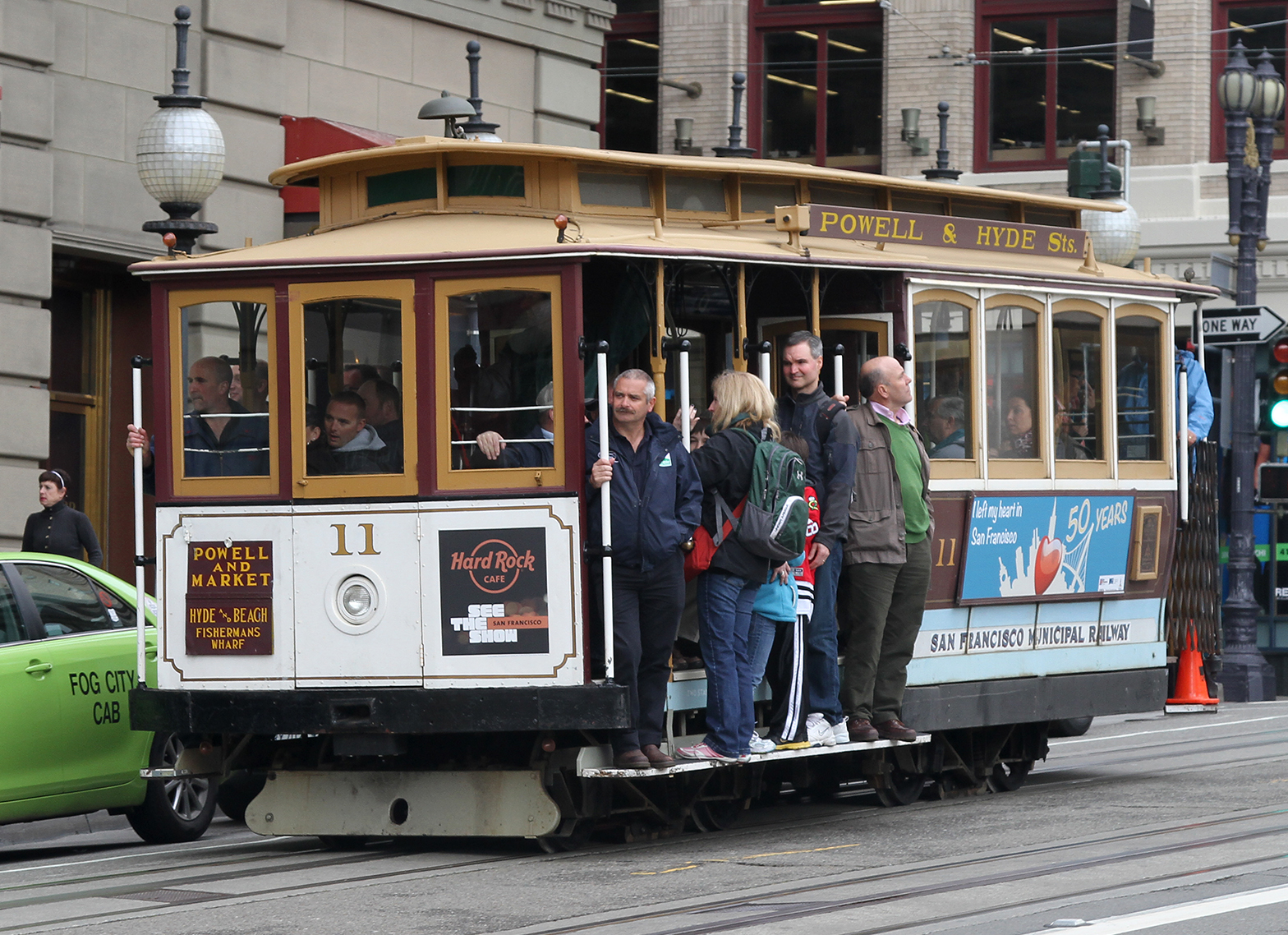
Канатный трамвай Сан-Франциско на линии Пауэлл и Гайд
- Видео с канатным трамваем в Сан-Франциско
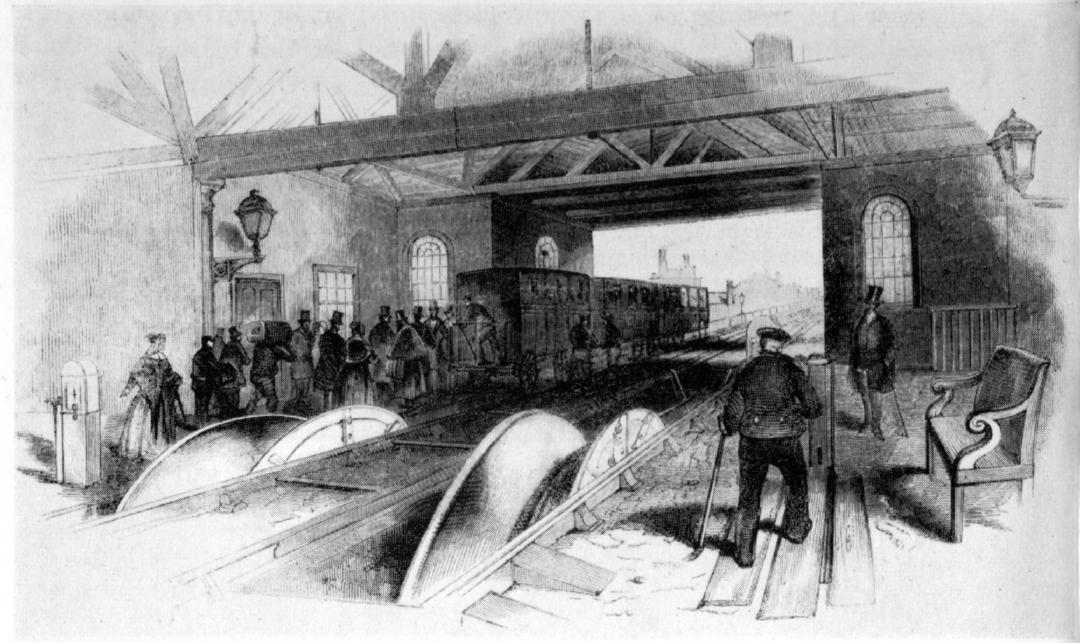
Намоточные барабаны на канатной дороге в Лондоне и Блэкуолле, 1840 г.
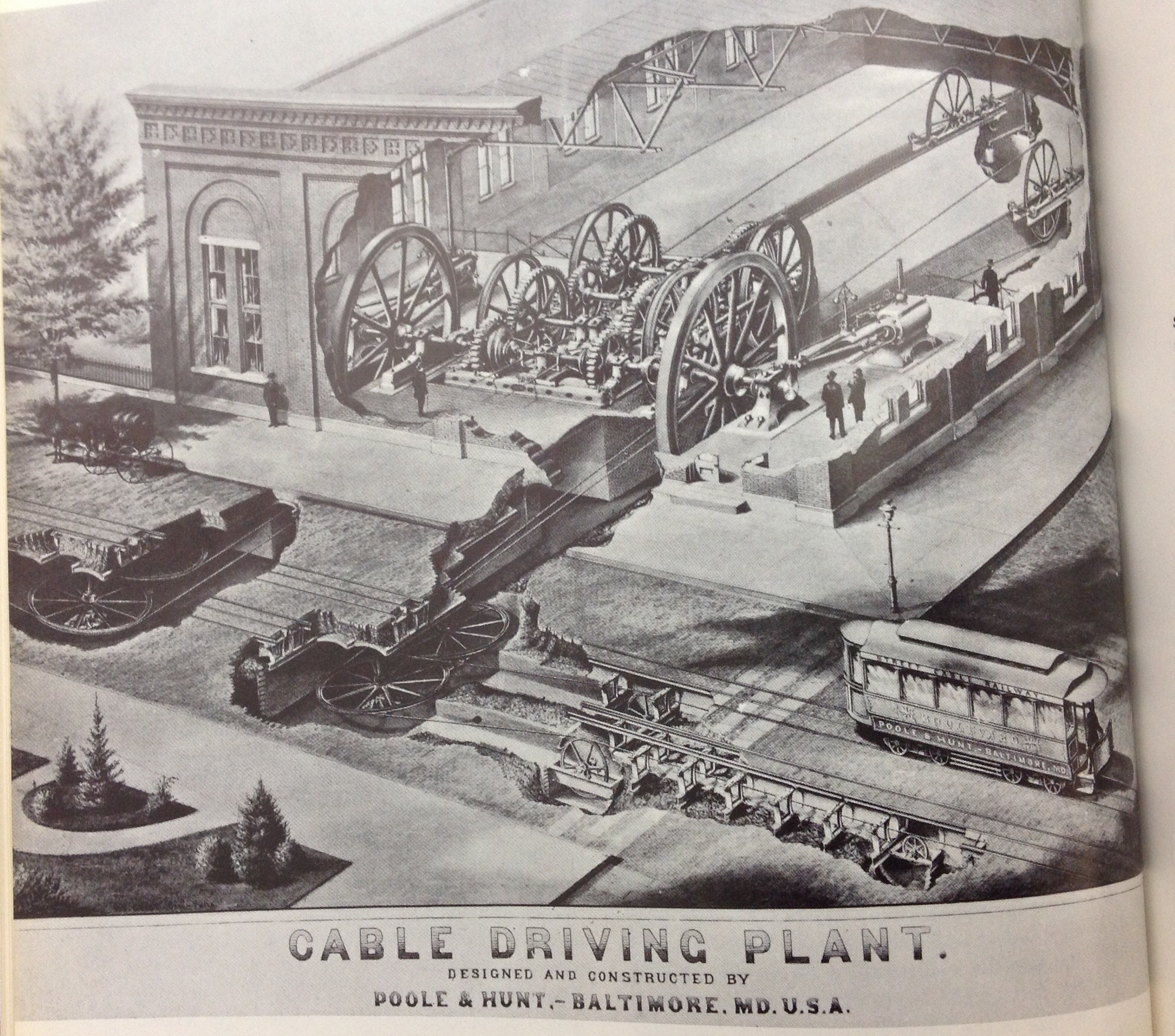
Завод по прокладке кабеля, спроектированный и построенный компанией Poole & Hunt, Балтимор, Мэриленд. Рисунок П. Ф. Гойст, около 1882 г. В электростанции установлены два горизонтальных одноцилиндровых двигателя. На литографии изображен гипотетический прототип кабельной электростанции, а не реальная построенная конструкция.
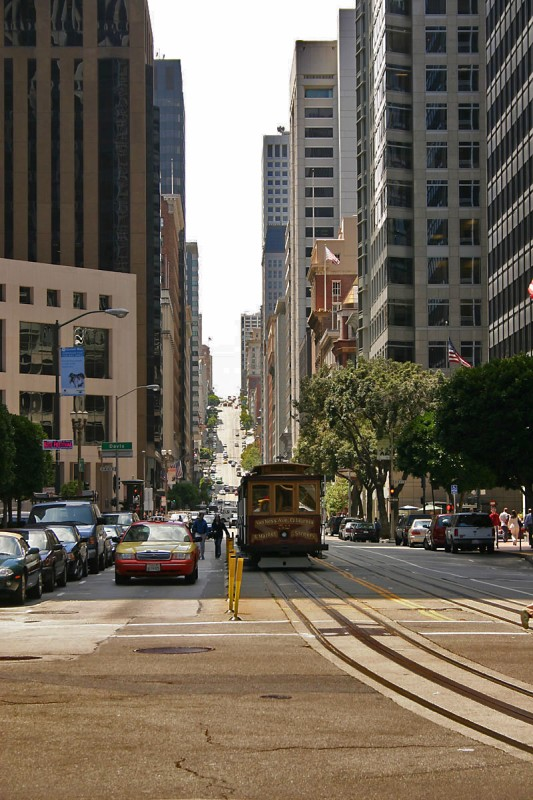
Канатный трамвай Сан-Франциско проходит по улице Калифорния в финансовом районе города.
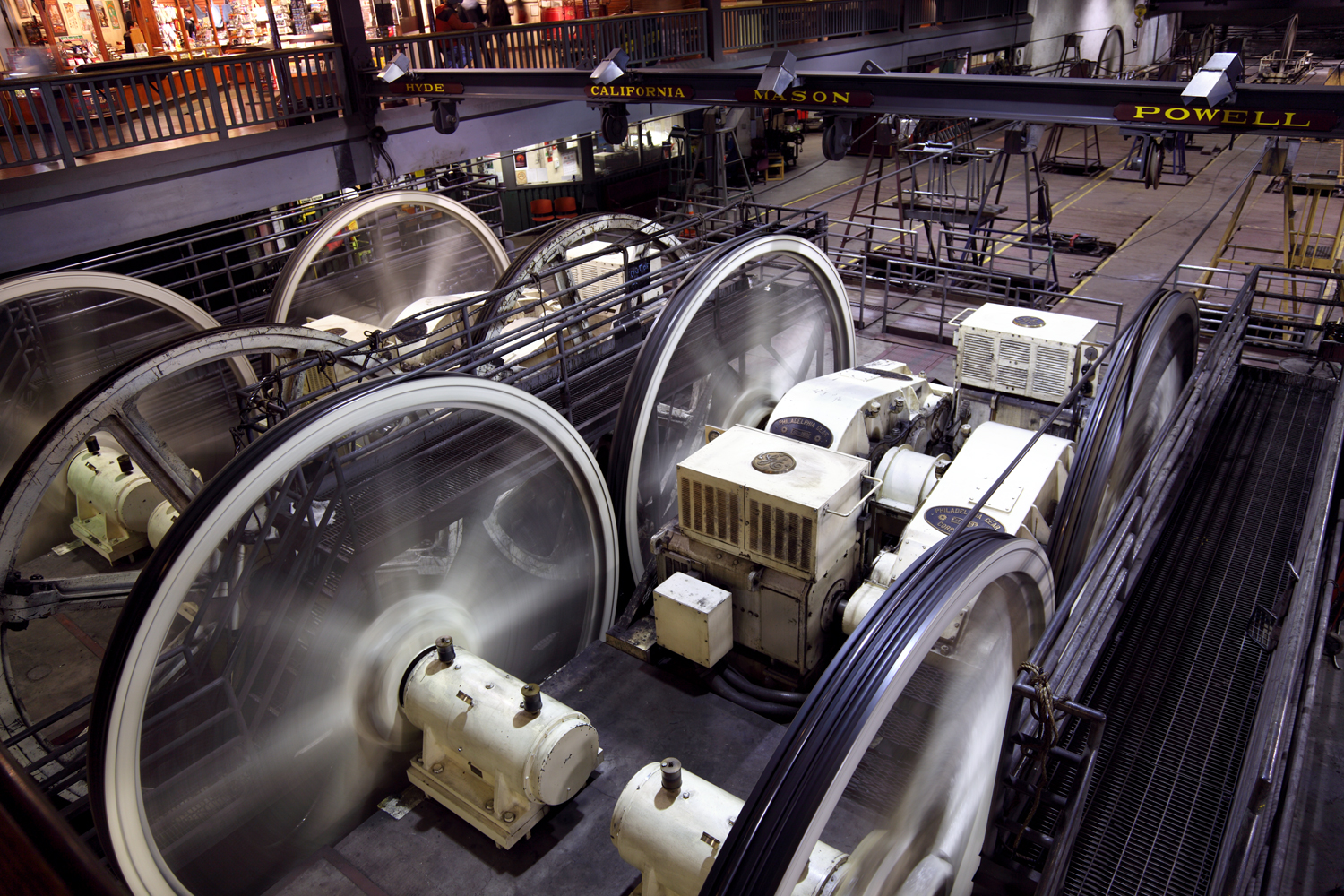
Машины, управляющие канатным трамваем Сан-Франциско
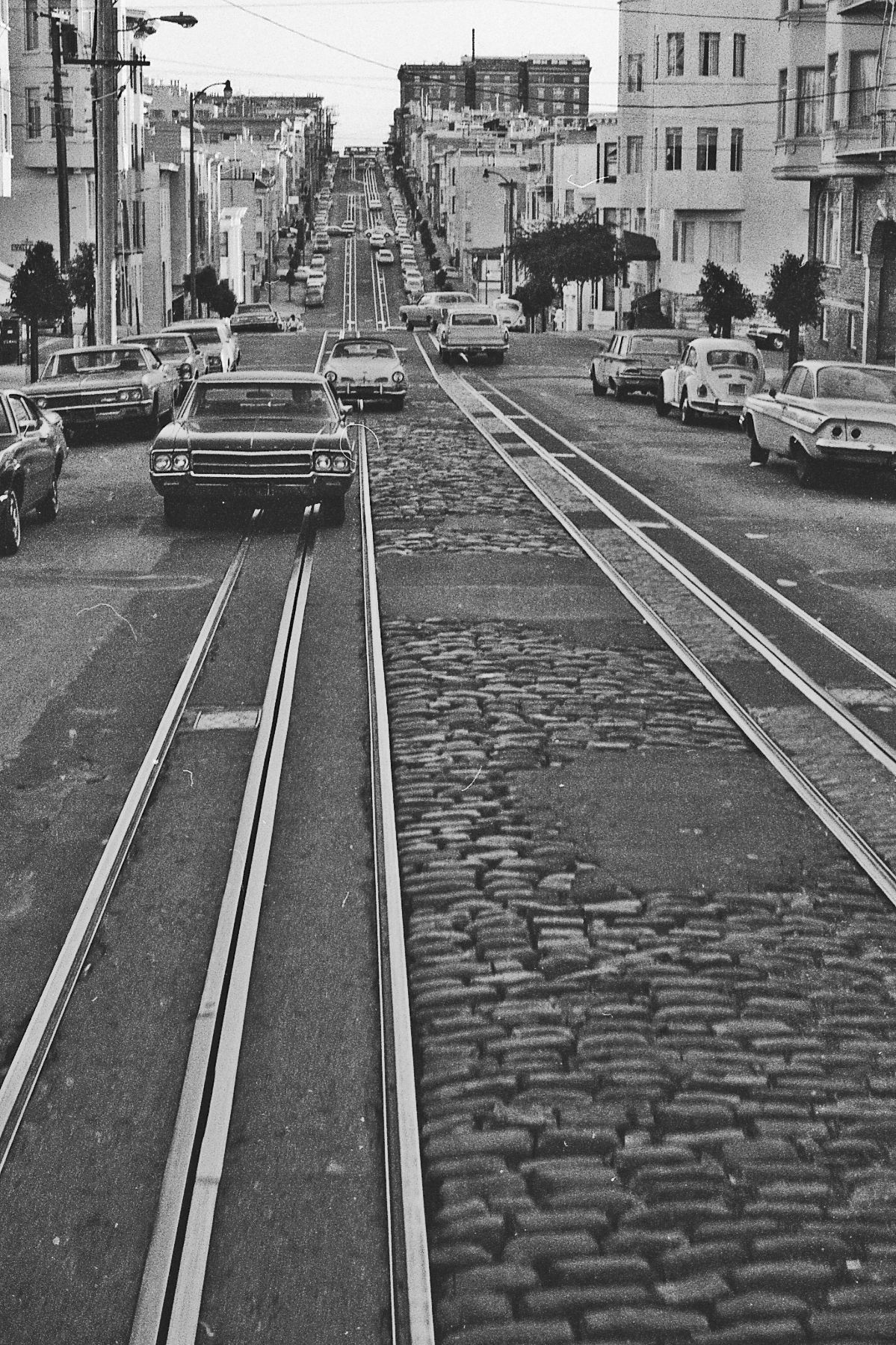
Паз для кабеля расположен по центру между двумя рельсами, обеспечивая вход для захвата, 1970.
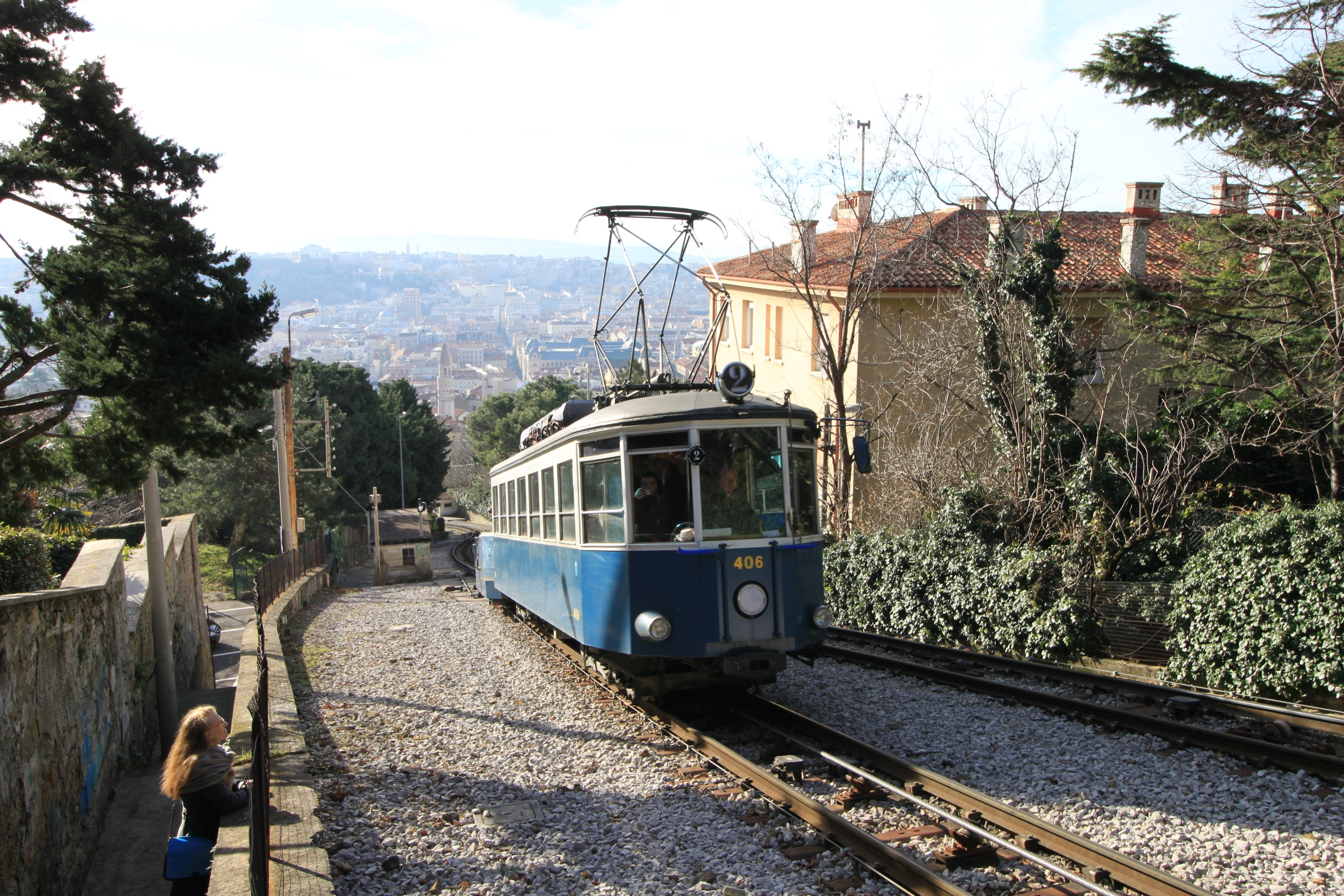
Трамвай Триест—Опичина
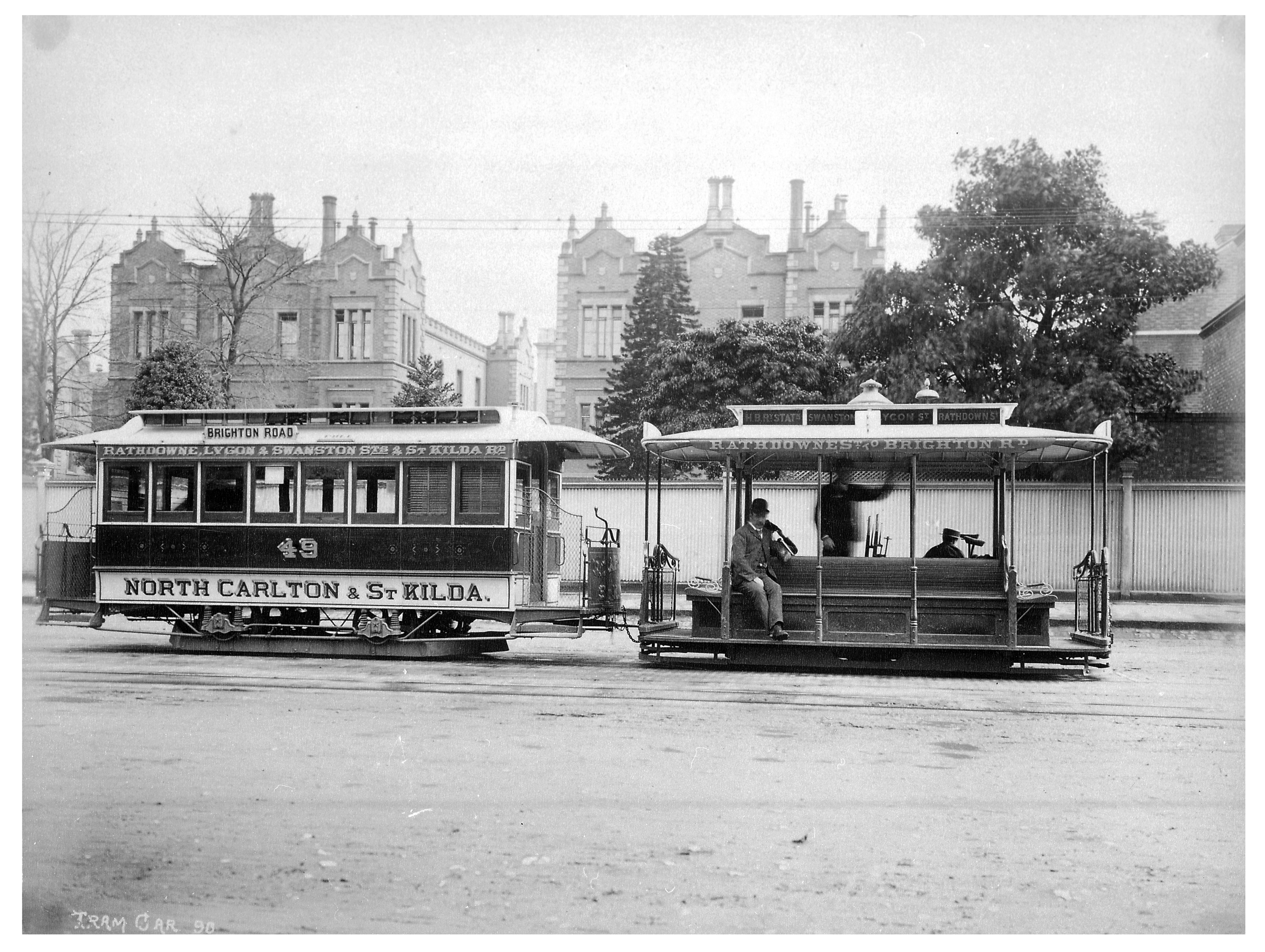
Канатный трамвай и трейлер на линии Сент-Килда в Мельбурне в 1905 году.
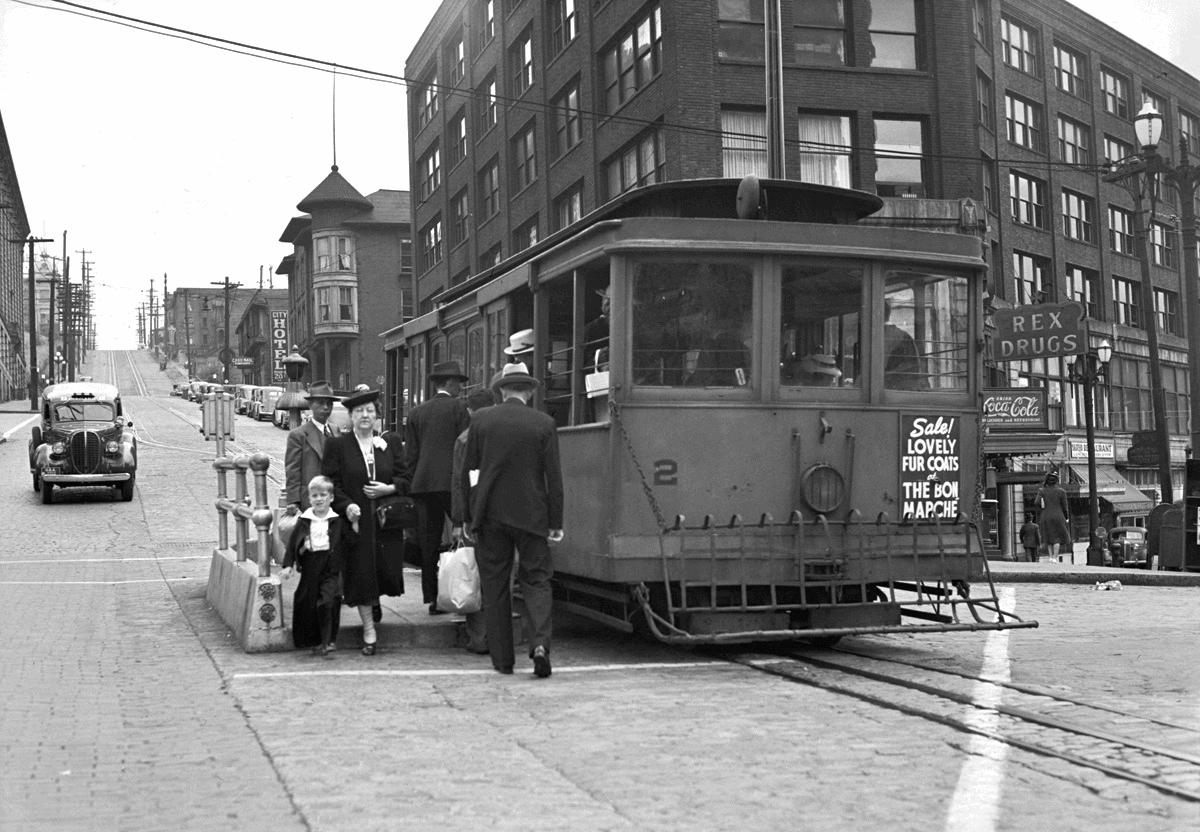
Канатная дорога Сиэтла в 1940 году, незадолго до того, как закончилось движение. Сиэтл был последним городом в США, который отказался от всех своих уличных канатных дорог, в результате чего Сан-Франциско стал единственным городом США, где канатные дороги продолжали работать.